# علم جزر كايمان

العلم المدني لجزر كايمان

علم حاكم جزر كايمان منذ عام 1999

أعتمد علم جزر كايمان في 25 كانون الثاني - يناير من سنة 1999 .

## أعلام سابقة

علم جزر كايمان مابين عامي 1958 - 1999 .
علم حاكم جزر كايمان مابين عامي 1958 - 1999 .